# Bad Wörishofen

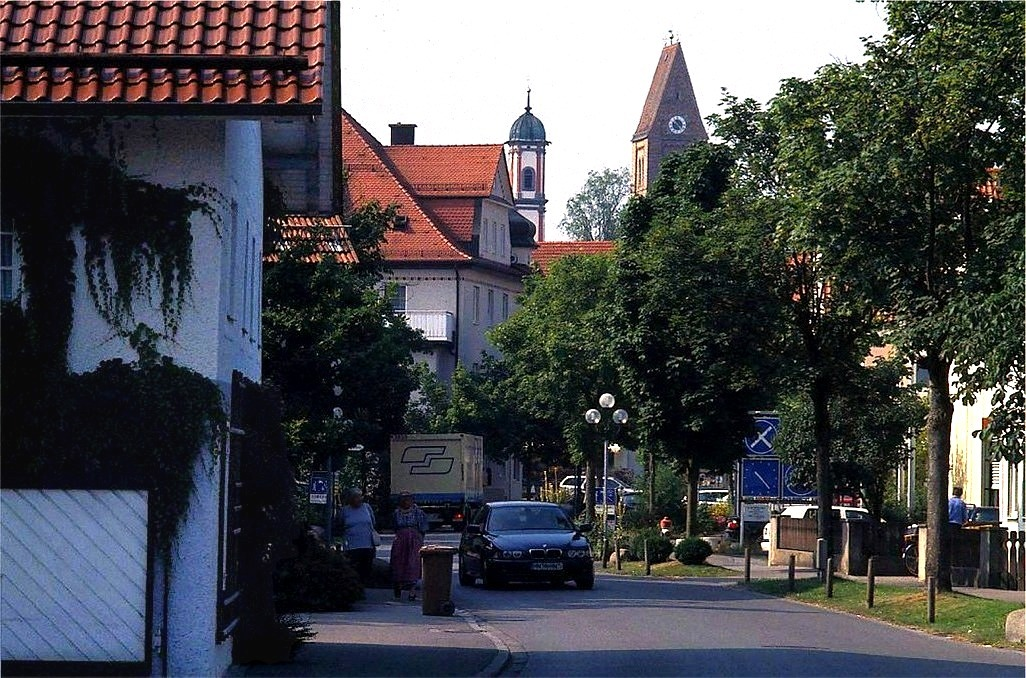
Huvudgatan i Bad Wörishofen.

Bad Wörishofen är en stad och kurort i Landkreis Unterallgäu i Regierungsbezirk Schwaben i förbundslandet Bayern i Tyskland. Folkmängden uppgår till cirka 14 000 invånare. Här verkade Sebastian Kneipp.